# Saturday Supercade
Saturday Supercade est une série d'animation américaine en vingt-six épisodes de 30 minutes, diffusés entre le 17 septembre 1983 et le 1er décembre 1984 sur le réseau CBS.

## Synopsis
Chaque épisode est composé de plusieurs courts segments mettant en vedette des personnages de jeu vidéo issus de l'Âge d'or des jeux vidéo d'arcade.
Ces segments comprennent :
- Frogger (du jeu d'arcade Frogger)
- Donkey Kong with Mario and Pauline (du jeu d'arcade Donkey Kong)
- Donkey Kong Jr. (du jeu d'arcade Donkey Kong Jr.)
- Q*bert with Coily, Ugg, Wrongway, Slick and Sam (du jeu d'arcade Q*bert)
- Pitfall Harry with his pet mountain lion Quickclaw and his niece Rhonda (du jeu de console Pitfall!)
- Space Ace (du jeu d'arcade Space Ace)
- Kangaroo with friends and the "Monkey Business Gang" (du jeu d'arcade Kangaroo)

## Fiche technique
Sauf indication contraire, les informations mentionnées dans cette section peuvent être confirmées par la base de données cinématographiques IMDb,  présente dans la section « Liens externes ».
- Titre original : Saturday Supercade
- Réalisation : Charles A. Nichols, John Kimball, Walt Kubiak, Bill Reed et Russ Mooney
- Scénario : Gary Greenfield, Michael Maurer, Richard Merwin, Matt Uitz, Kayte Kuch, Tony Benedict, Duane Poole, Tom Swale, Michael Ray Brown, Tom Dagenais, Paul Dini, Gordon Kent, Elana Lesser, Cliff Ruby, Scott Ben-Yashar, Jack Enyart, Mark Jones, Janis Diamond, Sheryl Scarborough et Richard Murphy
- Photographie :
- Musique : Dean Elliott, Haim Saban et Shuki Levy
- Casting :
- Montage : Larry Whelan, P. J. Webb et Edilberto Cruz
- Décors :
- Production :
  - Producteur délégué : Joe Ruby et Ken Spears
  - Producteur associé : Larry Hubert et Michael Hack
- Sociétés de production : Ruby-Spears Productions
- Société de distribution : Worldvision Enterprises
- Chaîne d'origine : CBS
- Pays d'origine :  États-Unis
- Langue originale : anglais
- Genre : Animation
- Durée : 30 minutes

## Distribution

### Acteurs principaux
- Peter Cullen : Mario
- Soupy Sales : Donkey Kong
- Judy Strangis : Pauline
- Bart Braverman : Bones
- Marvin Kaplan : Shellshock Turtle
- Bob Sarlatte : Frogger
- B.J. Ward : Fanny Frog
- Frank Welker : Donkey Kong Junior
- Kenneth Mars : Quickclaw
- Noelle North : Rhonda
- Robert Ridgely : Pitfall Harry
- Dick Beals
- Billy Bowles : Q*bert
- Robbie Lee : Q*tee
- Julie McWhirter : Q*bertha

### Voix additionnelles
- Michael Bell
- Jack DeLeon
- Alan Dinehart
- Ted Field
- June Foray
- Linda Gary
- Joe Higgins
- Lucy Lee
- Tress MacNeille
- Don Messick
- Marilyn Schreffler
- Avery Schreiber
- Hal Smith
- John Stephenson
- Russi Taylor
- Janet Waldo
- Alan Young
- Nancy Cartwright
- David Mendenhall
- Peter Renaday

## Épisodes

### Frogger
1. The Ms. Fortune Story
2. Space Out Frogs
3. The Who Took Toadwalker Story
4. Hydrofoil and Go Seek
5. The Great Scuba Scoop
6. The Headline Hunters
7. The Legs Croaker Story
8. The Blackboard Bungle
9. Good Kinght, Frogger
10. Fake Me Out at the Ballgame
11. I Remember Mummy
12. Here Today, Pawned Tomorrow
13. Hop-Along Frogger

### Donkey Kong
1. Mississippi Madness
2. Gorilla Gangster
3. Banana Bikers
4. The Incredible Shrinking Ape
5. Movie Mania
6. Gorilla My Dreams
7. Little Orphan Apey
8. Circus Daze
9. The Great Ape Escape
10. Apey and the Snowbeast
11. How Much Is That Gorilla in the Window?
12. Private Donkey Kong
13. Get Along, Little Apey
14. Sir Donkey Kong
15. The Pale Whale
16. El Donkey Kong
17. New Wave Ape
18. Greenhouse Gorilla
19. Hairy Parent

### Q*bert
1. Disc Derby Fiasco
2. The Great Q*Tee Contest
3. Q*Browl Rigamarole
4. Crazy Camp Creature
5. Thanksgiving for the Memories
6. Dog Day Dilemma
7. Take Me Out to the Q*Game
8. Noser, P.I.
9. Hook, Line & Mermaid
10. Q*Historic Daze
11. Q*bert's Monster Mix-Up
12. Game Shoe Woe
13. The Wacky Q*bot
14. Q*Beat It
15. Q*Urf's Up!
16. Little Green Nosers
17. Rebel Without a Q*Ause
18. Looking for Miss Q*Right
19. The Goofy Ghostgetters

### Donkey KongJr.
1. Trucknapper Caper
2. Sheep Rustle Hustle
3. Rocky Mountain Monkey Business
4. Magnificent Seven-Years Olds
5. The Great Seal Steal
6. The Jungle Boy Ploy
7. Junior Meets Kid Dynamo
8. The Amazing Rollerskate Race
9. A Christmas Story
10. Gorilla Ghost
11. The Teddy Bear Scare
12. Double or Nothing

### Pitfall!
1. Pitfall's Panda Puzzle
2. Amazon Jungle Bungle
3. Raiders of the Lost Shark
4. Tibetan Treasure Trouble
5. Masked Menace Mess
6. The Saber Tooth Goof
7. Pyramid Panic

### Space Ace
1. Cute Groots
2. Cosmic Camp Catastrophe
3. Dangerous Decoy
4. Moon Missile Madness
5. Perilous Partners
6. Frozen in Fear
7. Age Ray Riot
8. Wanted: Dexter!
9. The Phantom Shuttle
10. Spoiled Sports
11. Calamity Kimmie
12. Three Ring Rampage
13. Infanto Fury

### Kangaroo
1. Trunkful of Trouble
2. Zoo for Hire
3. Bat's Incredible
4. The White Squirrel of Dover
5. The Birthday Party
6. Having a Ball
7. The Tail of the Cowardly Lion
8. It's Carnival Time
9. Lost and Found
10. Joey and the Bananastalk
11. Zoo's Who?
12. The Egg and Us
13. The Runaway Panda